# لويجي أوغوليني
لويجي أوغوليني (25 يونيو 1891 - 22 يونيو 1980) كاتب ورسام إيطالي. عرف بمجموعة من السير الذاتية الخيالية لشخصيات إيطالية في الفن والعلوم. وبحجم عمله الذي يخلد التقاليد والقيم وطرق الحياة في إقليم توسكانا ومدينة فلورنسا. عمل أوغوليني في حياته المبكرة كمحامي، ثم ترك المحاماة للتفرغ للأدب. اتُخذت أعماله كقراءة مدرسية مطلوبة في المدارس الإيطالية، ونال جوائز أدبية مرموقة.

## الحياة الشخصية
لويجي سليل عائلة نبيلة من إقليم توكسانا، وهو من مواليد فلورنسا. تزوج من لينا فاسيلي، وأنجبا 7 أطفال. حاز على شهادة القانون من جامعة بيزا، وعمل قي المحاماة مدة 10 سنوات، حتى تركها وتفرغ للأدب. كان أوغوليني بمثابة العراب لحفيدته الشاعرة والممثلة فانا بونتا، وهي ابنة ابنته الكبرى ماريا لويزا بونتا. وكانت ابنته ليديا أوغوليني كاتبة هي الأخرى تخصصت في أدب الأطفال.

## المسيرة المهنية
ألف أوغوليني قصص وروايات خيالية للناشئة والشباب، وهي سير ذاتية لشخصيات إيطالية في الفنون والعلوم. نشر نحو 120 عمل بما في ذلك الكتيبات الفنية، النصوص المدرسية، الدراما الإذاعية وكتب الطبخ والمقالات العلمية.

## روابط خارجية
- لويجي أوغوليني على موقع IMDb (الإنجليزية)

- لويجي أوغوليني في قاعدة بيانات الأفلام على الإنترنت
- مؤلفون للشباب: لويجي أوغوليني المورد الببليوغرافي الإيطالي
- مكتبة Ugolini Titles OPAC؛ إيطاليا؛ معلومات SBN